# Argenis Mendez
Argenis Mendez (* 3. Juli 1986 in San Juan de la Maguana, San Juan, Dominikanische Republik als Argenis Alexander Méndez Zapata) ist ein ehemaliger dominikanischer Boxer, dessen Profikarriere von 2006 bis 2021 andauerte. Von März 2013 bis Juli 2014 war er Weltmeister der IBF im Superfedergewicht. 
Als Amateur war er unter anderem Teilnehmer der Olympischen Sommerspiele 2004.

## Amateurkarriere
Mendez begann mit dem Boxsport im Alter von 13 Jahren in der Dominikanischen Republik, wurde von Marino Minaya trainiert und siegte in 326 von 338 Amateurkämpfen. Er war Gewinner der Silbermedaille im Bantamgewicht bei der Kadetten-Weltmeisterschaft 2003 in Bukarest und gewann auch die Silbermedaille im Federgewicht bei der Junioren-Weltmeisterschaft 2004 in Jeju-si.
Bei den Panamerikanischen Spielen 2003 in Santo Domingo unterlag er in der Vorrunde gegen Guillermo Rigondeaux und startete bei den amerikanischen Olympia-Qualifikationsturnieren 2004 in Tijuana und Rio de Janeiro, wo er nur gegen Juan López verlor, ansonsten jedoch gegen Yonnhy Pérez, Roberto Benitez und Alexander Espinoza gewinnen konnte und sich damit im Bantamgewicht für die Olympischen Sommerspiele 2004 in Athen qualifizierte, wo er in der Vorrunde gegen Maxim Tretiak ausschied.
2005 gewann er im Federgewicht die Panamerikameisterschaft in Teresópolis und war Teilnehmer der Weltmeisterschaft in Mianyang, wo er im Achtelfinale gegen Alexei Tischtschenko verlor.

## Profikarriere
Mendez wurde 2006 unter dem Manager José Núnez Profi. Mit einem Sieg gegen Cassius Baloyi im Januar 2011 wurde er Pflichtherausforderer des IBF-Weltmeisters Mzonke Fana, dem der Titel jedoch im Mai 2011 entzogen wurde. Mendez konnte daraufhin am 10. September 2011 um den besitzlosen (vakanten) Titel boxen, verlor jedoch bei dem Kampf nach Punkten gegen Juan Salgado. Zu diesem Zeitpunkt war Mendez bereits vom Ring Magazine auf Platz 8 der Weltrangliste geführt worden, Salgado auf Platz 5.
Im Juli 2012 gewann er einen erneuten Ausscheidungskampf gegen Martín Honorio, qualifizierte sich damit für einen Rückkampf gegen den vom Ring Magazine auf Platz 2 geführten IBF-Weltmeister Juan Salgado und gewann das Duell am 9. März 2013 durch K. o. in der vierten Runde.
In seiner ersten Titelverteidigung am 23. August 2013 erreichte er gegen Arash Usmanee ein Unentschieden und verlor seine zweite Titelverteidigung am 3. Januar 2014 durch K. o. in der zweiten Runde gegen Rances Barthelemy; da der entscheidende zweite Niederschlag jedoch nach dem Rundengong erfolgte, wurde der Kampfausgang nachträglich durch das Minnesota Office of Combative Sports in ein wertungsloses Urteil („No Contest“) geändert und Mendez wieder als IBF-Weltmeister geführt. Den Rückkampf gegen Barthelemy verlor er am 10. Juli 2014 einstimmig nach Punkten.
Im Anschluss stieg er in das Leichtgewicht auf und konnte im Oktober 2015 Miguel Vázquez besiegen, verlor jedoch im April 2016 gegen Robert Easter und im Juli 2016 gegen Luke Campbell.
Mendez boxte anschließend im Halbweltergewicht, erreichte zwei Siege und zwei Unentschieden, ehe er im Dezember 2020 gegen Richardson Hitchins verlor. Seinen nächsten Kampf verlor er im Juni 2021 gegen Botirjon Achmedow.